# 澳廣視新聞報道
《新聞報道》是澳門廣播電視股份有限公司新聞及資訊部製作的新聞節目。

## 節目歷史
《新聞報道》於2012年9月3日啟播。
在發出八號或以上風球時，原《新聞報道》節目會以《風暴消息》名義播出。
- 2020年7月，為配合新聞演播室翻新和裝修，所有中文新聞節目包括晚間新聞採用固定幕牆作為佈景設計。
- 2021年1月13日，新聞演播室經翻新和裝修後重新啟用，並更換節目包裝。[1]
- 2022年10月17日，節目更換包裝，以澳門旅遊塔周邊為背景。
- 2024年1月2日，因香港有線寬頻開電視取消部分財經節目時段，澳門資訊新增10:30、16:00及16:30一節本節目，10:30、15:30、16:30和17:30的節目均為錄播，如有特殊情況將改為直播。
- 2024年5月13日，澳廣視電視開播40周年，節目更換包裝，改以澳門半島南岸天際線為開場背景，演播室背景改為橫琴粵澳深度合作區、十字門水道及部分澳門半島南岸天際線為背景[2]。

## 播映頻道及時間

### 澳視澳門
- 每天：10:00-10:30、18:00-18:05

### 澳門資訊
- 每天：10:00-10:30、10:30-11:00R、12:00-12:20、13:00-13:20、15:00-15:25*、15:30-16:00*R、16:00-16:30*、16:30-17:00*R、17:00-17:30*、17:30-18:00*R、18:00-18:05*
- 星期一至六：11:00-11:15

*：在直播立法會全體會議期間改為在澳視澳門台播出；當澳門特別行政區行政長官公佈新一度澳門施政報告、立法會施政報告答問會、施政範疇辯論期間暫停播出。

R：錄播（重播）

## 主播
各節《新聞報道》一般由不同新聞記者兼任。

## 即時手語傳譯
由2020年2月6日起，因澳門爆發2019冠狀病毒病澳門疫情，為讓聾人及聽障人士能夠即時獲取新型冠狀病毒疫情發展，以及特區政府應對措施的最新消息，社會工作局、澳門廣播電視股份有限公司與澳門聾人協會合作在播出的澳廣視新聞報道期間在新型冠狀病毒感染應變協調中心記者會中增設即時手語傳譯。
此外，當發出橙色或以上風暴潮警告、氣象局預告發出八號風球及八號或以上風球生效期間，澳廣視所有直播中文新聞節目包括《新聞報道》於節目中的右下角提供即時手語傳譯。如遇上突發公共衛生事件，包括進入即時預防狀態首三日；2021年8月上旬、9月下旬、10月上旬；2022年6月中旬進行全民病毒核酸檢測計劃期間，澳廣視所有直播中文新聞節目包括《新聞報道》於節目中的右下角提供即時手語傳譯。

## 特殊安排
- 在《新聞報道》時段節目中，如直播記者會或主要官員見記者，會同時透過在澳廣視新聞Facebook專頁進行同步直播。
- 當記者會直播期間延時，《新聞報道》直播延遲結束。如直播重大記者會，澳視澳門會與原澳門資訊播出的《新聞報道》同步直播。如直播延時，兩台原定節目將延遲播映或暫停播映。
- 2017年8月24日至28日，颱風天鴿襲澳造成嚴重破壞，加上另一股熱帶氣旋強烈熱帶風暴帕卡影響澳門，引起市民關注最新市面狀況，除加插09:00一節，部分時段節目相對性進行延長報道市面受破壞的情況。
- 2018年9月15日，超強颱風山竹襲澳，氣象局於當日晚上9時發出紅色風暴潮警告，民防行動中心風暴潮疏散撤離計劃啟動，並於9月15日晚上9時、晚上10時和晚上11時加插一節《新聞報道》報道撤離計劃和颱風即將影響澳門的情況，後期於9月16日凌晨12時和凌晨1時的節目更加設即時手語傳譯。[4]
- 2020年1月下旬起，澳門資訊 (澳視澳門於初期或特別情況下播出)因於17:00直播新型冠狀病毒感染應變協調中心記者會多次延時，如直播接近19:00播出《澳視新聞》會提前中斷直播。18:00一節《新聞報道》同時暫停播映。
- 2021年2月9日，因直播2019冠狀病毒病疫苗接種計劃啟動儀式，增加一節09:00新聞報道。
- 2021年6月17日，因直播神舟十二號載人飛船升空，增加一節09:00新聞報道。
- 2021年8月3日，因應澳門出現於社區確診的輸入關聯個案，民防行動中心宣佈進入即時預防狀態，增加兩節16:00和16:30新聞報道，與澳視澳門同步播出。期間17:00新聞報道提前在16:58開始直播新型冠狀病毒感染應變協調中心新聞發佈會到18:17結束。後來由20:00起逢正點增加一節新聞報道。(07:00、19:00、22:00和23:00除外) 隨後8月4日凌晨0時新聞報道起增設即時手語傳譯。節目與澳視澳門同步播出。到8月5日18時後不再逢正點播出。
- 2021年8月4日，行政長官賀一誠召開澳門疫情記者會，13:00節目提前在12:55播出到14:25結束，提供即時手語傳譯與澳視澳門同步播出。
- 2021年9月12日，因舉行2021年澳門立法會選舉，原有「新聞報道」節目部分暫停播映 (15:30、17:30一節除外，「午間新聞」、「澳視新聞」、「普通話新聞」、「晚間新聞」時段除外)，於08:00起播出「2021年立法會選舉直擊」直播節目，9月13日00:00節目至當天02:30結束。
- 2021年9月25日，因應澳門出現於社區確診的輸入關聯個案，民防行動中心宣佈進入即時預防狀態，增加09:00、16:00一節新聞報道，其中09:00的一節因直播政府跨部門防疫記者會增加即時手語傳譯，從即日起至28日澳視澳門91台部分節目(如午間劇場、黃金劇場節目)暫停，並與澳門資訊94台同步播出所有時段「新聞報道」節目。
- 2021年9月28日，因直播新型冠狀病毒感染應變恊調中心記者會，節目提早至14:58播出，記者會期間提供即時手語傳譯與澳視澳門同步播出，節目延至16:08結束。
- 2021年10月4日，因澳門出現一宗疑似陽性個案後證實確診個案，澳門資訊頻道增加09:00一節新聞報道。10月5日至7日，因開展新一輪全民核酸檢測計劃，增加09:00、16:00一節新聞報道。從即日起至7日澳視澳門91台部分節目暫停，並與澳門資訊94台同步播出所有時段「新聞報道」節目。後期部分時段加設即時手語傳譯。
- 2021年10月9日至10日，受熱帶氣旋獅子山影響，因氣象局發出八號風球，加上新增兩宗2019冠狀病毒病本地確診個案，澳視澳門和澳門資訊於10月9日06:00至10月10日02:00於逢正點時段增加一節「新聞報道」報道熱帶氣旋襲澳和圍封區域御景灣第三座最新情況，並增設即時手語傳譯，時長5至25分鐘。(「早晨新聞」、「午間新聞」、「澳視新聞」、「普通話新聞」、「晚間新聞」播出時段除外)。
- 2021年10月25日，因直播澳門格蘭披治大賽車委員會記者會，增加16:00一節直播報道記者會最新情況。
- 2021年11月28日，澳門特別行政區政府司法警察局因搗破一宗不法經營賭博洗黑錢犯罪集團於下午2時舉行特別新聞發佈會公佈詳情，增加14:00一節直播該新聞發佈會至14:22結束。[5]
- 2022年4月29日，因直播第三輪抗疫電子消費優惠計劃新聞發佈會，增加16:00一節直播報道記者會最新情況。
- 2023年4月18日，行政長官賀一誠出訪歐洲三國前舉行新聞發佈會，增加22:00一節直播報道，《普通話新聞》改為錄影播出，並於同年4月19日00:45於澳門資訊頻道播出。[6]
- 2023年7月18日，政府就市民運動公園、黑沙青少年活動體驗營及周邊配套優化項目舉行新聞發佈會公佈詳情，於澳門資訊頻道直播，15:30的一節報道延至16:55結束，當天轉播HOY資訊台《交易所直播室》下午時段節目暫停。[7]
- 2023年10月16日，新增16:00一節節目，直播政府長者公寓新聞發佈會，澳視澳門及澳門資訊同步播出[8]。
- 2023年10月25日，因直播神舟十七號載人飛行任務新聞發佈會，澳門資訊頻道新增09:00一節本節目直播發佈會情況至09:50結束；同日因舉行第70屆澳門格蘭披治大賽車新聞發布會，新增16:00一節本節目至16:35結束。
- 2023年11月14日，因行政長官賀一誠發表《澳門特別行政區政府2024年財政年度施政報告》於16:52結束，澳門資訊頻道於17:00播出一節本節目，由高比樂主持[9]。
- 2024年2月29日至3月1日，因直播橫琴粵澳深度合作區正式實施分線管理封關運行，新增一節本節目於23:55至00:30播出[10]。
- 2024年5月19日，因直播行政長官賀一誠新聞發佈會總結中央港澳工作辦公室主任、國務院港澳事務辦公室主任夏寶龍訪澳行程，澳視澳門及澳門資訊新增11:00一節本節目直播特首會見傳媒情況[11]。

## 特別新聞報道
《特別新聞報道》是澳門廣播電視股份有限公司新聞及資訊部製作的特備新聞節目。
本節目在2008年至2011年颱風季期間以《特別新聞報道》名義播放颱風消息，從2012年起開始不播放有關熱帶氣旋吹襲澳門的消息，相關內容改在《颱風消息》中播放。在播放《新聞報道》節目中進行突發新聞直播時《特別新聞報道》不會另行播出。

### 特別新聞報道最近播出
- 2017年8月24日，超強颱風天鴿對澳門造成廣泛性和嚴重破壞，時任行政長官崔世安於下午6時30分召開記者會交待澳門受災情況和善後工作，澳視澳門和澳門資訊於晚上6時30分至晚上8時15分直播。
- 2020年12月21日，因應英國爆發變種病毒疫情，新型冠狀病毒感染應變恊調中心於當日晚上9時召開緊急記者會公佈最新防疫措施，澳視澳門、澳門資訊及澳廣視新聞Facebook直播至晚上9時51分結束。[13]
- 2021年1月21日，109名身處海外的澳門居民從多個國家或地區經東京成田國際機場乘坐澳門航空兩個航班返回澳門，政府安排特別接送行動。當日加插一節直播返澳居民的情況，於澳視澳門、澳門資訊及及澳廣視新聞Facebook在晚上8時至晚上10時32分進行直播。[14]
- 2021年8月28日，因2021年澳門立法會選舉宣傳期開始，加插一節特別新聞報道直播宣傳期開始的情況，於23:58-00:15播出。
- 2021年9月24日，因應澳門出現於社區確診的輸入關聯個案，民防行動中心於9月25日凌晨12時宣佈進入即時預防狀態，加插三節特別新聞報道直播澳門最新疫情情況，於9月25日00:14-00:19、01:00-01:08和02:00-02:12播出。
- 2021年9月25至28日，在部分時段加插特別新聞報道更新澳門最新疫情和全民核酸檢測計劃情況，每節時長約15-20分鐘，並增設即時手語傳譯。所有節目於澳視澳門、澳門資訊及及澳廣視新聞Facebook同步直播。

  - 9月25日00:14、01:00、02:00、09:00、14:00、16:00。
  - 9月26日00:00、01:00、07:00、08:00、09:00、11:00、14:00、16:00。
  - 9月27日00:00、01:00、09:00、16:00。
  - 9月28日00:00、01:00、09:00、16:00。
- 2021年10月4至7日，在部分時段加插特別新聞報道更新澳門最新疫情和全民核酸檢測計劃情況，每節時長約10-20分鐘，並增設即時手語傳譯。所有節目於澳視澳門、澳門資訊及及澳廣視新聞Facebook同步直播。

  - 10月4日、10月7日21:00
  - 10月5日至10月7日00:00、01:00
- 2021年10月16日，新型冠狀病毒感染應變協調中心於晚上9時召開新聞發佈會公佈10月17日展開重點區域核酸檢測計劃，澳視澳門、澳門資訊及澳廣視新聞Facebook直播至晚上9時27分結束。
- 2022年6月19日，因澳門出現一宗核酸懷疑陽性，其後發現更多陽性個案，澳視澳門、澳門資訊及澳廣視新聞Facebook直播。
  - 6月19日：02:00、03:00、05:00、06:00、07:00、08:00、09:00、14:00、14:30、16:00
  - 6月20日：00:00、01:00、09:00、16:00
  - 6月21日：00:00、01:00、09:00
  - 6月22日：00:00、01:00
  - 6月23日：00:00、01:00、09:00、14:25
- 2022年6月20日00:00至8月2日12:00，澳門因應6‧18大規模疫情進入“即時預防狀態”期間，除星期日11:00新增一節《新聞報道》節目外，另於每日00:00、01:00、09:00及16:00新增一節本節目，在颱風暹芭吹襲期間，相關時段的特別新聞節目由《颱風消息》取代。
- 2022年7月11日，因澳門疫情進入“相對靜止管理”，於00:01新增一節報道娛樂場關閉情況。
- 2022年7月22日23:58，新增一節報道進入“鞏固期”期間市面的情況。

## 颱風消息 (中文版本)
《颱風消息》 (中文版本) 是澳門廣播電視股份有限公司新聞及資訊部製作的特備新聞節目，於地球物理暨氣象局發出八號或以上的熱帶氣旋警告信號期間（即八號風球、九號風球及十號風球）或由八號風球改發三號風球時所播出的特別新聞節目，於澳視澳門和澳門資訊同步播出。在2000年初期至2012年颱風消息以《特別新聞報道》名義播出，從2012年風季起改為該名義播出。

### 播出時間
- 當發出八號或以上風球期間於正點播出，如在時段播出將以該名義播放，在《早晨新聞》、《午間新聞》、《新聞報道》、《澳視新聞》和《晚間新聞》時段內不會播出。

### 颱風消息特殊安排
- 2017年8月23日，颱風天鴿襲澳造成全澳大停電，節目製作受停電影響一度暫停，後來15:00起恢復《颱風消息》改於澳廣視新聞FaceBook直播。
- 2020年8月18日，颱風海高斯吹襲澳氣象局預告於凌晨2時30分改發九號風球，澳視澳門和澳門資訊於凌晨2時30分改發九號風球期間加插一節該節目。[15]
- 2021年10月9日，熱帶風暴獅子山襲澳加上新增兩宗2019冠狀病毒病確診個案，所有正點播出的「颱風消息」節目全部以「新聞報道」名義播出。
- 2021年10月12日，颱風圓規吹襲，氣象局於晚上10時30分發出八號東北風球，澳視澳門和澳門資訊於晚上10時30分改發八號東北風球一刻加插一節該節目。10月13日下午4時半因氣象局宣佈由八號東北風球改發三號風球，氣象局和民防行動中心發佈最新情況加插一節該節目。節目同時恢復以「颱風消息」名義播出。
- 2022年7月1日，受颱風暹芭影響，氣象局於晚上9時30分發出八號東南風球，澳視澳門和澳門資訊於晚上9時30分改發八號東南風球一刻加插一節該節目。2022年7月2日凌晨0時至6時、下午2時、4時、晚上8時及8時30分播出該節目，其餘時段維持以《新聞報道》節目播出發佈澳門最新疫情。
- 2022年8月10日，受熱帶風暴木蘭影響，氣象局於上午7時至下午1時發出八號東南風球，期間於上午8時、上午9時增加一節該節目。
- 2022年8月24日至25日，受強烈熱帶風暴馬鞍影響，澳門資訊於8月24日下午6時30分以該節目名義直播民防行動中心《颱風期間風暴潮低窪地區疏散撤離計劃》安排新聞發佈會，至下午6時55分結束。其後於8月24日晚上10時30分；8月25日凌晨0時至6時、8時、9時逢正點播出。
- 2022年11月2日至3日，受熱帶風暴風格影響，氣象局於晚上9時30分發出八號西北風球，澳視澳門和澳門資訊於晚上9時30分改發八號西北風球一刻加插一節該節目。其後於凌晨正點期間增加一節颱風消息。
- 2023年7月17日，受強烈熱帶風暴泰利影響，澳視澳門和澳門資訊於凌晨5時30分正式發出八號風球及宣佈“即時預防狀態”起播出該節目，隨後於7月17日上午6時、8時及9時，下午2時、4時及晚上8時增加一節該節目。
- 2023年9月1日至2日，受超強颱風蘇拉影響，氣象局於下午2時正式發出八號西北風球及橙色風暴潮警告，澳視澳門和澳門資訊於9月1日下午2時03分、4時，晚上8時至10時；9月2日凌晨0時至6時、上午8時至9時及下午2時增加一節該節目。
- 2023年10月8日至9日，受颱風小犬影響，氣象局於下午4時30分正式發出八號東北風球，澳視澳門和澳門資訊於於10月8日下午4時30分、晚上8時至10時；10月9日凌晨0時至6時、8時及9時增加一節該節目。
- 2024年9月5日，受超強颱風摩羯影響，地球物理氣象局於晚上10時發出八號東北風球，因民防行動中心宣佈澳門由發出八號風球起進入“即時預防狀態”，新增一節該節目，隨後於八號風球生效期間於凌晨及日間部分正點時段新增播放一節本節目。[16]

### 即時手語傳譯
- 由2018年颱風季起，在播出節目中增設手語傳譯，方便聾人及弱聽人士收看人士觀看，手語傳譯位於節目中的右下角。

## 外部連結
| 澳門澳廣視澳視澳門、澳門資訊 星期一至五 | 澳門澳廣視澳視澳門、澳門資訊 星期一至五 | 澳門澳廣視澳視澳門、澳門資訊 星期一至五 |
| --------------------------------------- | --------------------------------------- | --------------------------------------- |
|                                         | 新聞報道 （2012年9月3日 - ）            |                                         |
| —                                       | —                                       |                                         |